# Lisičić
Lisičić je selo u Zadarskoj županiji. 

## Upravni ustroj
Upravno-teritorijalno ustrojbena je jedinica Grada Benkovca.

## Stanovništvo
| broj stanovnika | 222   | 334   | 292   | 298   | 376   | 424   | 512   | 592   | 512   | 542   | 561   | 528   | 426   | 358   | 268   | 263   | 232   |
|                 | 1857. | 1869. | 1880. | 1890. | 1900. | 1910. | 1921. | 1931. | 1948. | 1953. | 1961. | 1971. | 1981. | 1991. | 2001. | 2011. | 2021. |

## Povijest
Iz vremena rimskog vladanja pronađen je sitni arheološki materijal, poput fragmentiranih staklenih zdjela ili pak keramičkih svjetiljki. Također su u dolini prema Lisičiću dokumentirani antička cestovna poveznica i rimski vodovod koji je dovodio vodu u Asseriju.
Mjesto je stradalo u velikosrpskoj agresiji na Hrvatsku. Tada su srpski odmetnici uz pomoć JNA počinili masovni ratni zločin u ovom selu.